# Apartaments Madrid
Els Apartaments Madrid és una obra racionalista de Salou (Tarragonès) inclosa a l'Inventari del Patrimoni Arquitectònic de Catalunya.

## Descripció
En un terreny amb una pronunciada pendent, els Apartaments Madrid tenen vistes al mar tot i trobar-se enmig d'un bosc d'alts pins. El solar on se situa el conjunt és molt allargat, acumulant els aparcaments en tres plantes com si fossin murs de contenció. El seu disseny varia segons la façana que es miri, mentre que a la d'accés es llegeixen dues plantes, la façana sud en deixa veure tres.
L'estructura parteix d'una sèrie de murs paral·lels en franges de cinc metres. El fet d'estar construïts en tres plantes permet mantenir la superfície màxima del bosc i respectar així el medi ambient alhora que filtrar les vistes i el sol.
L'accés als apartaments es fa a partir del pis intermedi, amb un porxo retranquejat tant en planta com en secció. La morfologia dels habitatges varia a cada planta, ja que responen a situacions diferents en funció del diàleg que estableixin amb el mur de contenció o el porxo.
Els murs de càrrega estan revestits amb pedra de l'entorn perquè quedin encara més integrats en el paisatge. La resta de parets són de color blanc. Destaquen les grans terrasses a la façana que dona al mar; es corresponen amb les zones d'estar i s'aguanten mitjançant pilars metàl·lics.

## Història
Entre els anys 1959 i 1964 els arquitectes Antoni Bonet i Castellana i Josep Puig i Torné varen construir un gran nombre de projectes situats a la costa de Tarragona, Múrcia, Barcelona i també quatre a l'Argentina. La construcció d'aquests apartaments exemplifica a la perfecció el moment de “desarrollisme” de la costa catalana amb el boom turístic en els anys seixanta.